# Palaemnema reventazoni
Palaemnema reventazoni är en trollsländeart som beskrevs av Philip Powell Calvert 1931. Palaemnema reventazoni ingår i släktet Palaemnema och familjen Platystictidae. IUCN kategoriserar arten globalt som starkt hotad. Inga underarter finns listade i Catalogue of Life.